# Голковиці (Опольське воєводство)
Голковиці (пол. Gołkowice, нім. Golkowitz) — село в Польщі, у гміні Бичина Ключборського повіту Опольського воєводства.
Населення — 146 осіб (2011).

## Демографія
Демографічна структура станом на 31 березня 2011 року:
|          | Загалом | Допрацездатний вік | Працездатний вік | Постпрацездатний вік |
| -------- | ------- | ------------------ | ---------------- | -------------------- |
| Чоловіки | 77      | 18                 | 48               | 11                   |
| Жінки    | 69      | 14                 | 39               | 16                   |
| Разом    | 146     | 32                 | 87               | 27                   |